# هولواندی
هولواندی (به لاتین: Holvandi) یک روستا در استونی است که در دهستان پولوا واقع شده‌است.